# Starogard Gdański
Starogard Gdański (německy Preußisch Stargard, kašubsky/pomořansky Starogarda) je město v severním Polsku v Pomořském vojvodství, sídlo stejnojmenného okresu, ležící 40 km na jih od města Gdaňsk. V roce 2023 zde žilo necelých 45 437 obyvatel.

## Historie
První zmínky o městě pocházejí z roku 1198. Na počátku 14. století se Starogard spolu se zbytkem Pomoří stal součástí Německého řádového státu a v roce 1348 obdržel od velmistra Heinricha Dusenera městská práva. V roce 1454 se město přidalo k povstání pruských měst proti Řádu, načež následovala třináctiletá válka. Po porážce Řádu a uzavření míru v Toruni v roce 1466 se Starogard stal součástí polského království.
Po prvním dělení Polska připadlo město pruskému království a následně bylo až do roku 1918 součástí německého císařství. Po první světové válce pak v meziválečném období území Pomoří včetně Starogardu získala druhá Polská republika. Pod německou správu se město dostalo ještě během druhé světové války.

## Zajímavosti
V bývalé hradební baště zvané Gdańska nebo Ševcovská sídlí Zemské muzeum Kociewska.

## Osobnosti
- Adolf Wallenberg (1862–1949), internista a neurolog
- Kazimierz Deyna (1947–1989), fotbalista

## Partnerská města
- Limerick, Irsko
- Fo-šan, Čína
- Oschatz, Německo